# 吹田市立佐井寺中学校
吹田市立佐井寺中学校（すいたしりつ さいでらちゅうがっこう）は、大阪府吹田市五月が丘南にある公立中学校。
従来の吹田市立第一中学校と吹田市立高野台中学校の校区を再編し、1983年に新1年生のみで新設開校した。
吹田市で17番目の公立中学校。

## 通学区域
- 吹田市立佐井寺小学校と吹田市立東佐井寺小学校の通学区域。
  - 吹田市 佐井寺（一部）、竹谷町、佐井寺南が丘、五月が丘東、五月が丘西、五月が丘南、五月が丘北

## 著名な出身者
- 竹内公輔
- 竹内譲次
- 片山梨絵（自転車競技・MTB選手。北京オリンピック出場）

## 交通
- 阪急バス 五月が丘停留所 ② ③⑧⑨系統、五月が丘西停留所 20系統。
- 阪急千里線 千里山駅 北東へ約2.2km、または南千里駅 南西へ約2.4km。
- JR京都線（東海道線）岸辺駅 北西へ約2.5km。

## 周辺施設
- 吹田市立博物館